# З поверненням
«З поверненням» (англ. «Welcome Back») — тривала серія коміксів, зі сценарієм від Крістофера Себела й малюнком від Джонатана Брендон Сойєра та Клер Роу, що публікувалась видавництвом «Boom! Studios».

## Сюжет

### Перший том:Допоможи, я жива
Малі й Тесса прожили сотні різних життів протягом усього часу, захоплені вічним циклом, оскільки вони беруть участь у війні, настільки старої, що жодна зі сторін більше не пам'ятає, за що вони борються. Коли Малі прокидається у своєму новому житті, вона раптово усвідомлює себе і починає сумніватися в усьому, особливо в тому, чому вона продовжує боротися. Але в іншому місці Тесса вже на полюванні...
Welcome Back #1-4

### Другий том:Біжи зі мною
Реінкарнація реальна, і два солдата, які були частиною війни, яка вирувала протягом століть, прокидаються в нових тілах, кожен в пошуках, щоб знайти другого.
Малі й Тесса тепер пам'ятають: вони пам'ятають свої ролі солдатів в нескінченній війні, де борються один з одним протягом століть, та перевтілюються лише для того, щоб знову битися один з одним. Але тепер, коли вони нарешті разом, вони вирішили розірвати це коло назавжди, вибравши любов замість війни. На жаль, фракції на обох сторонах конфлікту розходяться з їх вибором, включаючи батьків Тесси.
Welcome Back #5-8

## Видання
| #                        | Назва                          | Дата публікації          | Формат                   | Розміри                  | Стр                      | ISBN                     |                          |
| Welcome Back (2015—2016) | Welcome Back (2015—2016)       | Welcome Back (2015—2016) | Welcome Back (2015—2016) | Welcome Back (2015—2016) | Welcome Back (2015—2016) | Welcome Back (2015—2016) | Welcome Back (2015—2016) |
| ------------------------ | ------------------------------ | ------------------------ | ------------------------ | ------------------------ | ------------------------ | ------------------------ | ------------------------ |
| Vol. 1                   | Welcome Back: Help, I'm Alive  | 1 березня 2016           | TPB                      | 167x259 мм               | 112                      | ISBN 978-1608868551      |                          |
| Vol. 2                   | Welcome Back: Run Away With Me | 18 квітня 2017           | TPB                      | 167x259 мм               | 112                      | ISBN 978-1608869503      |                          |